# Ellipinion
Genre
Ellipinion est un genre de concombres de mer des abysses de la famille des Elpidiidae.

## Liste des espèces
Selon World Register of Marine Species (17 février 2015) :
- Ellipinion alani Rogacheva, Gebruk & Alt, 2013
- Ellipinion albida (Théel, 1882)
- Ellipinion bucephalum Hansen, 1975
- Ellipinion delagei (Hérouard, 1896)
- Ellipinion facetum (Hansen, 1975)
- Ellipinion galatheae (Hansen, 1956)
- Ellipinion kumai (Mitsukuri, 1912)
- Ellipinion molle (Théel, 1879)
- Ellipinion papillosum (Théel, 1879)
- Ellipinion solidum Hansen, 1975